# Carnival Legend
Carnival Legend è una nave da crociera della Carnival Cruise Lines, facente parte della Spirit Class. Come le sue gemelle è una nave Panamax, cioè una nave che, per le sue dimensioni, può transitare attraverso il canale di Panama.
Agli inizi del 2014 fu rinnovata con l'aggiunta del Green Thunder e di alcuni locali interni del Fun Ship 2. Nel Settembre 2014 ha raggiunto Sydney iniziando così la sua stagione in Australia, insieme alla sua gemella Spirit.

## Porto di armamento
- Sydney, Australia

## Incidenti
- Nel dicembre 2019 la nave ha colpito la Carnival Glory, durante l'uscita dal porto di Cozumel, in Messico, a causa della corrente e dei venti forti; l'incidente ha causato un ferito ma non ha danneggiato seriamente la nave, che è stata in grado di proseguire la navigazione[1].

## Navi gemelle
- Carnival Spirit
- Carnival Pride
- Carnival Miracle
- Costa Atlantica
- Costa Mediterranea